# Amaurys Pérez
Amaurys Pérez (Camagüey, 18 marzo 1976) è un allenatore di pallanuoto, pallanuotista e personaggio televisivo cubano naturalizzato italiano, di ruolo difensore.

## Carriera
Inizia la carriera a Cuba, per poi proseguire in Spagna ed in Italia. Nel 2016 con l'Acquachiara  si classifica al secondo posto in Coppa LEN. Nel 2023 continua la sua carriera nell'Ischia Marine, in Serie A2. Dal 2023 è nello staff tecnico della Sis Roma. Dal campionato 2024-2025 è giocatore in Serie B e allenatore della formazione allievi del C.C. Lazio.
Si professa cattolico.

## Palmarès sportivo

### Nazionale
- Olimpiadi

Londra 2012: 
- Mondiali

Shanghai 2011: 
- World League

Firenze 2011: 
Almaty 2012: 

## Televisione
- Ballando con le stelle (Rai 1, 2013) – concorrente 2º classificato
- Pechino Express 3 (Rai 2, 2014) – concorrente 2º classificato
- Si può fare! (Rai 1, 2015) – concorrente
- Ciao Darwin (Canale 5, 2016) – caposquadra, terza puntata
- Stasera tutto è possibile (Rai 2, 2016) – concorrente
- Zero e lode! (Rai 1, 2017)
- Caduta libera (Canale 5, 2017) – concorrente vip
- L'isola dei famosi 13 (Canale 5, 2018) – concorrente 3º classificato
- Soliti ignoti (Rai 1, 2020) – concorrente
- Deal With It - Stai al gioco (NOVE, 2020) – suggeritore
- Bake Off Italia - Dolci sotto un tetto (Real Time, 2021) – giudice
- Game of Games - Gioco Loco (Rai 2, 2021) – concorrente vip
- Lo show dei record (Canale 5, 2022) – ospite
- Scherzi a parte (Canale 5, 2022) – vittima
- Grande Fratello VIP (Canale 5, 2022) – concorrente